# Динамо (баскетбольный клуб, Тбилиси)
«Динамо» Тбилиси (груз. საკალათბურთო კლუბი დინამო თბილისი) — мужской баскетбольный клуб, представляющий столицу Грузии —  Тбилиси, играет в грузинской Суперлиге, основан в 1934 году. Является одним из титулованнейших клубов СССР.

## Титулы
- Обладатель Кубка Европейских Чемпионов:

1961/62
- Финалист Кубка Европейских Чемпионов:

1959/60
- 4-кратный Чемпион СССР:

1950, 1953, 1954, 1968
- 4-кратный серебряный призёр чемпионата СССР:

1947, 1960, 1961, 1969
- 4-кратный бронзовый призёр чемпионата СССР:

1948, 1952, 1965, 1977
- 3-кратный обладатель Кубка СССР:

1949, 1950, 1969
- 6-кратный Чемпион Грузии:

1991, 1992, 2003, 2014, 2016, 2018
- 3-кратный обладатель Кубка Грузии:

2004, 2015, 2016
- Финалист Кубка Кубков:

1969